# Pseudanthias elongatus
Pseudanthias elongatus es una especie de peces de la familia Serranidae en el orden de los Perciformes.

## Morfología
• Los machos pueden llegar alcanzar los 14 cm de longitud total.

## Hábitat
Es un pez  de mar de clima templado  que vive hasta los 60 m de profundidad.

## Distribución geográfica
Se encuentra al sur del Japón.